# Aidan Turner
Aidan Turner (født 19. juni 1983) er en irsk skuespiller. Han er bedst kendt for sin rolle som Kíli i de tre filmatiseringer af Hobbitten. og John Mitchell i den overnaturlige dramaserie Being Human. Andre notable fjernsynsroller inkluderer Dante Gabriel Rossetti i Desperate Romantics, og Ruairí McGowan i The Clinic. Han har også portrætteret Luke Garroway i filmatiseringen af The Mortal Instruments: City of Bones i 2013. Turner spiller rollen som Ross Poldark i BBC-udgaven af The Poldark Novels af Winston Graham.

## Filmografi
- 2013:The Mortal Instruments: Dæmonernes by